# Музей історії та етнографії кримських караїмів імені С. І. Кушуль
Музей історії та етнографії кримських караїмів імені С. І. Кушуль — громадський караїмський музей, що діє в Євпаторії з 1996 року.

## Історія
Відкритий 10 серпня 1996 при Комплексі караїмських кенас Євпаторії в одному з приміщень колишнього караїмського мідрашу — пам'ятки містобудування та архітектури регіонального значення. В основу фондів лягли матеріали, зібрані протягом десятиліть караїмськими громадськими діячами С. І. Кушуль і Б. Я. Кокенаєм, передані Семітою Ісааківною навесні 1996 року національно-культурному караїмської товариству Євпаторії «Кардашлар» (нині Місцева громадська організація «Національно-культурна автономія караїмів міської округ Євпаторія „Кардашлар“»). Перерізала стрічку на церемонії відкриття сама Семіта Кушуль, ім'я якої в той же день було вирішено присвоїти музею.
Першим наглядачем і зберігачем музейних фондів був лікар-рентгенолог, заслужений лікар Автономної Республіки Крим Костянтин Самуїлович Батозський, бабуся якого, Бубюш Гелелівна Сараф, допомагала С. І. Кушуль у пошуках предметів караїмської старовини. У 2008 році приміщення музею було капітально відремонтоване. У тому ж році доглядачем музею став Віталій Вікторович Тіріякі, студент музейного факультету Кримського інституту культури. У 2016 році в музей прийнятий новий працівник із профільною освітою.
16 травня 2016 року музей відвідали глава «Російського імператорського дому у вигнанні» Марія Романова та її син Георгій Романов.
На 2017 рік хранителями музейної колекції були Надія Павленкова, що стоїть біля витоків створення музею, і Ольга Михайлова.

## Експозиція та фонди
Експозиція презентована предметами історії та побуту караїмів: одягом, посудом, меблями, елементами оздоблення караїмських газзанів, начинням і деталями оздоблення кенас, а також рідкісними документами та фотографіями. Серед експонатів є і старовинні караїмські молитовники, видані в 1528 році у Венеції, пергаментні сувої Тори, оригінальні предмети часів Кримської війни, вишивка XVII століття тощо. У фондах музею зберігається добірка караїмських шлюбних договорів (шетарів), найраніший із яких датований 1767 роком, а найпізніший — 1947-им.
П'ять картин одеського художника нонконформіста А. Я. Асаба (1943—1986) подаровані музею Є. Лукашовим.
У музеї експонується написаний на початку 2000-х років портрет караїмського вченого і колекціонера А. С. Фірковича, переданий у дар його нащадком С. Б. Кумишем.

## Виставкова діяльність
19 березня 2017 року експонати музею були презентовані на виставці «Скарби караїмів», що відбувалася у Феодосійському музеї старожитностей у рамках міжнародної наукової конференції «Караїмська кенаса і караїми Феодосії».
У 2018 році з 28 вересня по 9 грудня предмети музею експонувалися в Кримському етнографічному музеї в Сімферополі на виставці «„Къарай эдим, къарай бармэн…“ („Я був і залишаюся караїмом…“). Сторінки історії та культури кримських караїмів за матеріалами колекції громади м. Євпаторія», організованої з ініціативи міністра культури російського окупаційного уряду АР Крим В. В. Новосельської.

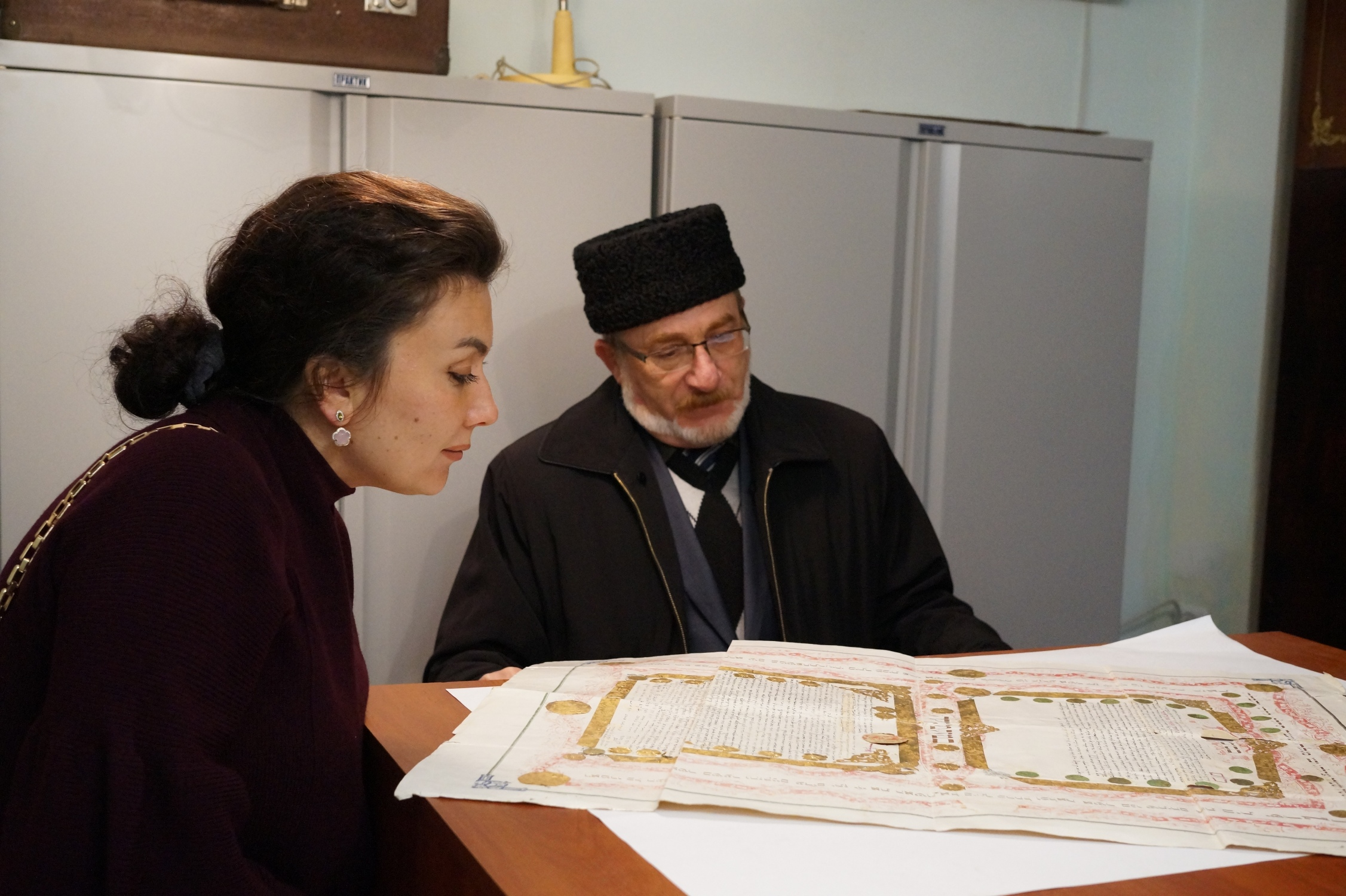
Представниця окупаційної влади Криму Віра Новосельська розглядає старовинну караїмську шлюбну угоду (шетар) з фондів МІЕКК імені С. І. Кушуль в присутності євпаторійського газзана Віктора Тіріякі. Євпаторія, 14 жовтня 2016 года.
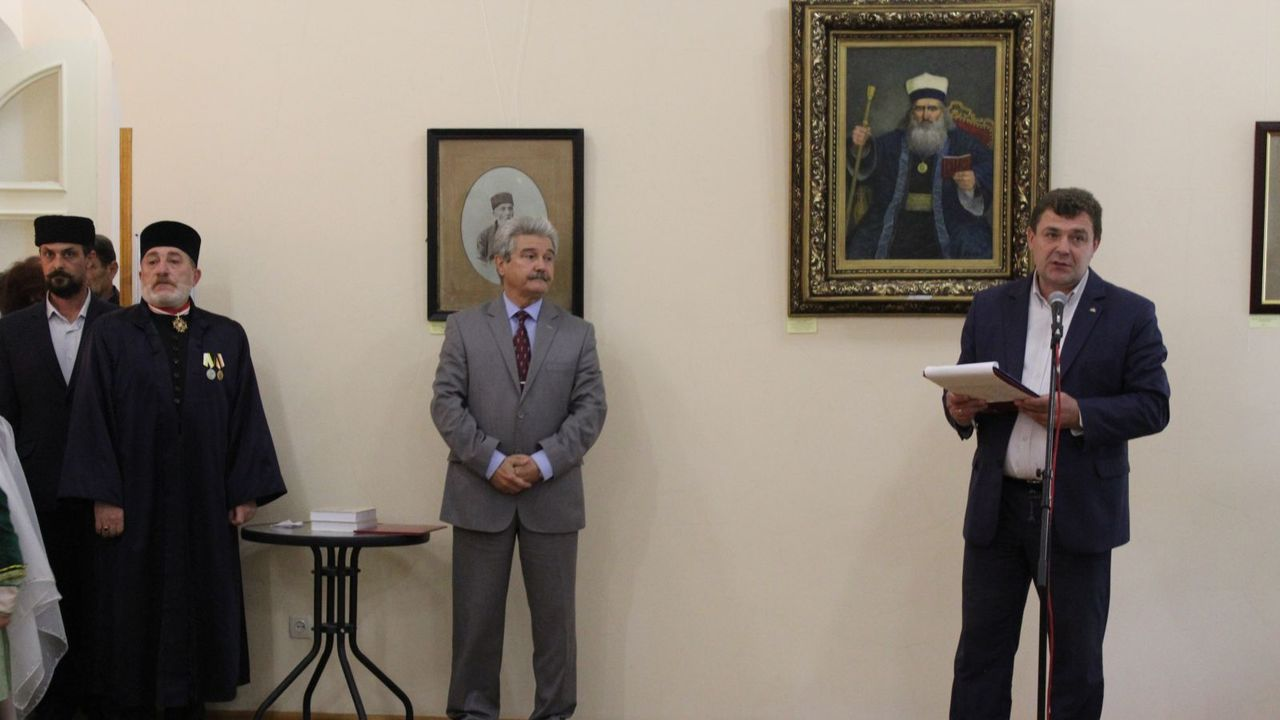
Відкриття вистаки «„Къарай эдим, къарай бармэн…“ („Я був і залишаюся караїмом…“). Сторінки історії та культури кримських караїмів за матеріалами колекції громади м. Євпаторія» в Кримському етнографічному музеї. Сімферополь, 28 вересня 2018.
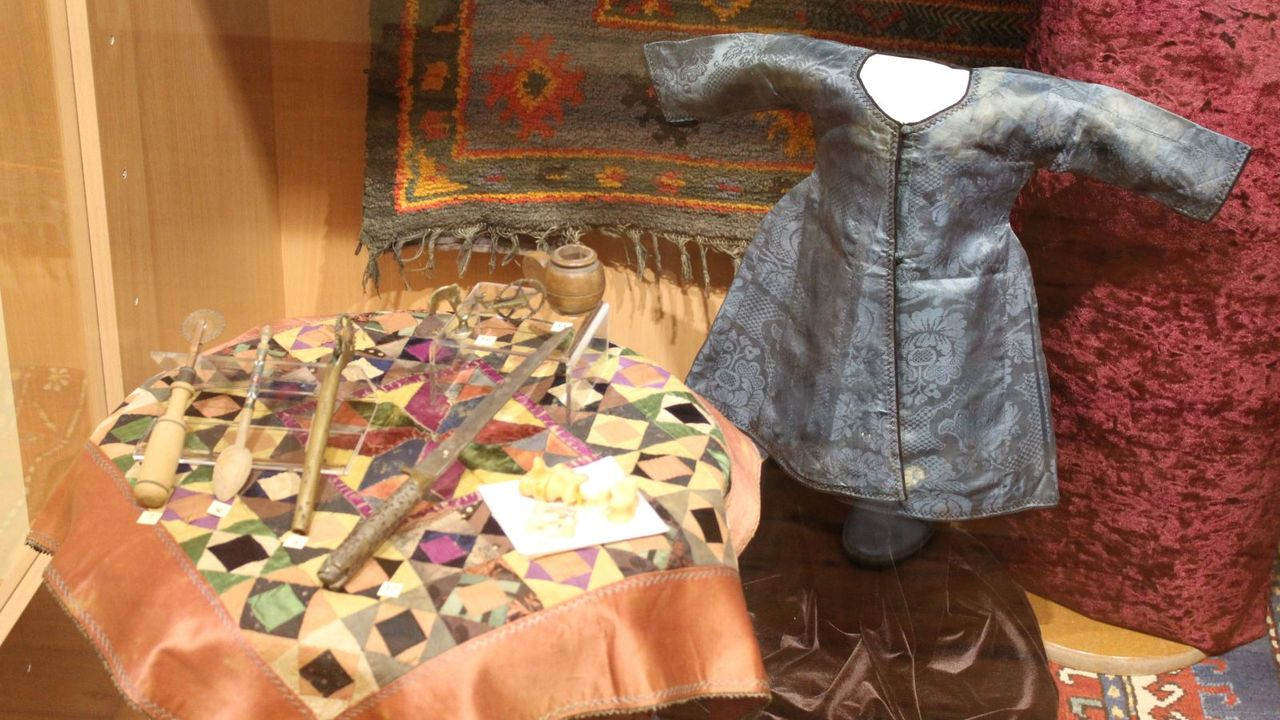
Экспонаты МІЕКК імені С. І. Кушуль на виставці в Кримському етнографічному музеї. 28 вересня 2018.

## Нагороди
У 2005 році музей відзначений дипломом і почесним знаком Міністерства культури України в номінації «Музеї на громадських засадах».